# Big Talk Productions
Big Talk Productions é uma companhia de produção de filmes e programas para televisão fundada em 1995 por Nira Park. A companhia, localizada em Londres, produziu filmes como Shaun of the Dead e Scott Pilgrim vs. the World. A companhia é também conhecida pelas britcoms que produziu, como Spaced e Free Agents. Simon Pegg, Nick Frost, Dylan Moran, Bill Bailey, Simon Curtis e Edgar Wright são vários atores e cineastas que subiram para a fama sobre o nome da Big Talk Productions.

## Companhia
Big Talk Productions foi fundada em 1995 pela produtora Nira Park. A primeira série de televisão da companhia foi Spaced, dirigida por Edgar Wright estrelando Simon Pegg, Jessica Hynes e Nick Frost. O programa foi ao ar por duas temporadas (1999 e 2001). Desde o fim da segunda temporada, Spaced virou um cult internacional.
Big Talk continua a se estabelecer como líder nos sitcoms britânicos com programas que incluem Black Books e Free Agents. A produção mais notável de Big Talk entretanto são seu filmes estrelando Simon Pegg e Nick Frost.  Shaun of the Dead e Hot Fuzz, os primeiro dois filmes da "Trilogia de Sangue e Sorvete" continuou a estabelecer a carreira dos protagonistas ao serem lançados.

### Projetos futuros
Big Talk possui vários filmes e seriados que estão em produção ou em desenvolvimento como o filme Paul, dirigido por Greg Mottola, estrelando Simon Pegg e Nick Frost como dois homens que se tornam amigos de um alienígena fugitivo. Edgar Wright três filmes para Big talk: Baby Driver, um filme que acontece nos Estados Unidos, foi descrito como "uma grande reviravolta no gênero crime e ação"; The World's End, outro filme com Pegg e Frost, será o último filme na trilogia de Pegg e Wirght "Blood and Ice Cream Trilogy"; Scott Pilgrim vs. the World é uma adaptação da série em quadrinhos Scott Pilgrim.
Além desses filmes, a companhia irá produzir séries para televisão para os canais britânicos BBC Two e BBC Three. Young, Unemployed And Lazy, é uma nova comédia focando um casal no meio de sua vida.  A série, produzida pelo CEO de Big Talk, Kenton Allen, estrela Russell Tovey; Handle with Prayer é outro sitcom, focando nas grandes frustrações diárias e conflitos morais de um reverendo (interpretado por Tom Hollander). O seriado entrará em produção em janeiro de 2010.

## Filmografia
| Ano  | Filme                       | Diretor      |
| ---- | --------------------------- | ------------ |
| 2004 | Shaun of the Dead           | Edgar Wright |
| 2007 | Hot Fuzz                    | Edgar Wright |
| 2010 | Scott Pilgrim vs. the World | Edgar Wright |

### Séries de televisão
| Ano  | Programa    | Roteiristas                                                           |
| ---- | ----------- | --------------------------------------------------------------------- |
| 1999 | Spaced      | Simon Pegg e Jessica Stevenson                                        |
| 2001 | Black Books | Dylan Moran, Graham Linehan, Arthur Mathews, Kevin Cecil e Andy Riley |
| 2009 | Free Agents | Chris Niel                                                            |